# Samovozni protuzrakoplovni top 20/3 mm
Samovozni protuzrakoplovni top 20/3 mm BOV-3 jugoslavenske proizvodnje namijenjen je za djelovanja po ciljevima u zračnom prostoru u uvjetima optičke vidljivosti, a efikasno se može koristiti i za djelovanja po neoklopljenim i lako oklopljenim ciljevima na zemlji i vodenim površinama.
Vozilo BOV-3 naoružano je trocijevnim protuavionskim topom M55A4M1 kalibra 20 mm. Teoretska brzina gađanja topa je 1950 do 2250 metaka u minuti. Dozvoljena dužina rafala je 180 zrna po cijevi, zbog čega se cijev zagrijava do 250°C, pa je neophodna pauza od 5 do 10 minuta radi hlađenja. Početna brzina projektila je 850 m/s, a vrijeme leta do daljine 1000 m je 1,69 sekundi. Koristi se streljivo s trenutno - obilježavajućim, trenutno - zapaljivim - obilježavajućim i pancirno - zapaljivim zrnima. Efikasan domet za ciljeve u zraku je oko 1000 m po visini i 1500 m po daljini. Neoklopljeni ciljevi na zemlji gađaju se do 2000 m, a laka oklopna vozila uništavaju se na daljinama od 600 do 1000 m, u zavisnosti od debljine oklopa. Polje djelovanja po elevaciji je od -5° do +83°, a po pravcu je neograničeno. Za ciljanje se koristi optički ciljnik J171 koja omogućava praćenje ciljeva brzine od 0 do 350 m/s.
Oklopni automobil BOV-3 ima konfiguraciju 4x4. Trup je izrađen zavarivanjem ploča pancirnog čelika i pruža određen stupanj zaštite od vatre streljačkog naoružanja. Vozač i zapovjednik smješteni su u prednjem dijelu oklopnog trupa, u sredini se nalazi kupola s naoružanjem i mijestima za dva člana posade, a pogonska grupa je smiještena u zadnji dio vozila.
Šestocilindrični dizelski motor Deutz F GL 413 razvija 111 kW pri 2650 okretaja u minuti. Mijenjač ima pet stupnjeva prijenosa za kretanje napred i jedan za nazad. Pokretljivost izvan puteva poboljšana je ugradnjom sustava za središnju regulaciju tlaka u pneumaticima. Maksimalna brzina kretanja po cesti je 94 km/h, a po suhoj zemlji 40-45 km/h. Vozilo nema amfibijske karakteristike. Jedna od mana automobila je nemogućnost svladavanja rovova širih od 0,65 m. Od ostale opreme BOV-3 ima sredstva veze, bacače dimnih kutija, grijač i IC reflektore za vožnju noću. Ugradnja sistema za NKB zaštitu nije predviđena.
Nedostatak suvremenog sustava za upravljanje vatrom i mali domet topova 20 mm ograničavaju efikasnost sustava BOV-3 u djelovanjima protiv suvremenih aviona i helikoptera.

## Poveznice
- BOV